# Carl Gustav Fernlund
Carl Gustav Fernlund, född 1950, är en svensk jurist som till stor del varit verksam inom det skatterättsliga området. Han var 2011–2019 svensk domare i Europeiska unionens domstol i Luxemburg.. Numera är han bl.a. ordförande i Skatteverkets styrelse.
Fernlund blev förordnad som kammarrättsassessor i Kammarrätten i Göteborg 1984, var föredragande i Konstitutionsutskottet 1983–1985 och därefter rättssakkunnig i Finansdepartementet till 1990. Han var departementsråd i Finansdepartementet och 1995–1996 ställföreträdande chef för Skatteavdelningen inom departementet. 1998–1999 var han ekonomiskt råd med placering i Bryssel, 2000–2005 finansråd och chef för Skatte- och tullavdelningen i Finansdepartementet. Därefter återgick han till domarbanan och var regeringsråd 2005–2009 och kammarrättspresident i Kammarrätten i Göteborg 2009–2011.